# باغ تك (حومة بم)
باغ تك (بالفارسية: باغ تک) هي قرية تقع في إيران في منطقة مركزية ريفية. يقدر عدد سكانها بـ 263 نسمة بحسب إحصاء 2016.